# Benvenuto Lobina
Benvenuto Lobina (Villanova Tulo, 8 gennaio 1914 – Sassari, 29 dicembre 1993) è stato un poeta e scrittore italiano.

## Biografia
Figlio di Nicolò (piccolo commerciante originario di Orroli) e Vincenza Mulas, Lobina passa la propria infanzia nel piccolo centro agropastorale di Villanova Tulo. Qui frequenta le prime quattro classi della scuola elementare e nel 1925 sostiene da privatista la licenza elementare presso la scuola di un paese vicino. Nel 1932 è assunto dalle Poste di Cagliari ed abbandona il paese in maniera praticamente definitiva.
 
Consegue, in privato, il diploma di licenza media e nei primi anni Trenta fa conoscenza con alcuni giovani intellettuali cagliaritani, con i quali nel 1933 fonda il Circolo Futurista di Cagliari. Nello stesso anno alcune sue poesie sono pubblicate dalla rivista Futurismo di Mino Somenzi.

Nel 1935 è militare di leva a Sassari, parte volontario per l'Africa dove non sparerà un solo colpo. Trova un impiego civile presso le Poste di Addis Abeba, ma vi rimane pochi mesi.
 
Tornato a Sassari è dirigente dell'amministrazione delle Poste. Nel 1944 sposa Licia Baldrati, una giovane collega; durante il suo viaggio di nozze a Villanova Tulo, Lobina si riappropria delle sue radici.
Benvenuto e Licia avranno due figli: Antonio Nicola (Sassari 1945-2024) e Ugo Libero (Sassari 1947)

Gli anni Cinquanta ne segnano la maturazione poetica e il quotidiano sassarese La Nuova Sardegna pubblica in terza pagina i suoi versi in sardo.
Terra, disisperada terra, la sua prima raccolta di poesie è del 1975, contiene diciannove liriche in sardo.
Spinto anche dall'incoraggiamento di altri scrittori, in particolare da Nicola Tanda e da Giulio Angioni, a dedicarsi alla narrativa nel suo sardo campidanese, nel 1987 pubblica il romanzo Po cantu Biddanoa. L'opera in sardo è da lui tradotta in italiano a fronte pagina. Po cantu Biddanoa è un romanzo storico ambientato a Villanova Tulo nell'arco di tempo che va dal 1918 al 1942, quindi a cavallo tra la Prima e la Seconda guerra mondiale. Il romanzo ha ottenuto un grande successo di critica, è ritenuto uno dei punti più alti raggiunti dalla narrativa in lingua sarda. Interessante anche il lavoro compiuto sulla lingua. Nel romanzo esistono tre livelli di narrazione cui corrispondono tre registri linguistici differenti. La lingua del narrante è un sardo meridionale unificato, un campidanese comune. I personaggi parlano il sarcidanese di Villanovatulo. C'è poi una terza varietà di sardo meridionale, quello degli istruiti, che usano un campidanese un tantino più "civile", mutuando spesso dall'italiano lessico e riferimenti.
 
Lobina ha inoltre tradotto in sardo opere di poeti e prosatori ispano-americani.

Muore a Sassari il 29 dicembre del 1993, ucciso da una leucemia acuta.
 
Il primo capitolo del suo secondo romanzo (rimasto incompiuto) Bonas tardas, Magestà, sarà da lui convertito in un racconto prima del decesso e poi pubblicato postumo per la traduzione di Anna Serra nel 2000 nella raccolta Racconti.

Giulio Angioni colloca Benvenuto Lobina, con Francesco Masala all'apice della poesia sarda, e non solo in sardo, del Novecento.

## Riconoscimenti
- Nel 1964 vince il premio di poesia Città di Ozieri (è il primo scrittore in campidanese a vincere questo riconoscimento).

- Nell'ottobre del 1975 Lobina vince il premio nazionale di poesia Lanciano.

- Nel 1984 vince il Premio Casteddu de sa fae di Posada con il romanzo Po cantu Biddanoa.

- Nel 1993 in suo onore, il Comune di Villanova Tulo ha istituito un premio per opere poetiche in lingua sarda.

## Opere
- Terra, disisperada terra (Milano, Cooperativa Edizioni Jaka Book, 1974)
- Po cantu Biddanoa, a cura di Nicola Tanda  (Cagliari-Sassari, 2D Editrice Mediterranea, 1987)
- Is canzonis, a cura di A. Satta (Cagliari, Edizioni della Torre, 1992)
- Racconti, a cura di Anna Serra (Nuoro, Poliedro, 2000)
- Cun Biddanoa in su sentidu (Dolianova, Grafica del Parteolla, 2003)
- Po cantu Biddanoa, (Nuoro, Ilisso, 2004)
- Passus, a cura di Anna Serra (Nuoro, Ilisso, 2011)

## Pubblicazioni
- Gherreri chi ha' pérdiu (La Nuova Sardegna settimanale, vol. 77, n. 6, 1967)
- Gherreri chi ha' pérdiu (La Grotta della Vipera, I, 3, 1975)
- Canzoni nuraxi (La Grotta della Vipera, XI, 34-35, 1986)
- Nivola, Biografia per immagini. Ilisso Nuoro
- BIBLIOGRAFIA su LOBINA
- Casula,Francesco  Letteratura e civiltà della Sardegna, 2° volume, Edizioni Grafica del  Parteolla, Dolianova, 2013, pagine 13-26
- Pirodda Giovanni , Prefazione all'ediz Ilisso di Po cantu Biddanoa, pp. 7-21.
- SerraAnna , nota bio-bibliografica all'edizione Ilisso di Po Cantu Biddanoa, pp. 22-27
- Berlinguer Luigi, Mattone Antonello (a dura di), Storia d'Italia - La Sardegna, Giulio Einaudi Editore, Torino 1998
- Brigaglia Manlio (a cura di), La Sardegna , I volume edizioni Della Torre Cagliari 1982
- Dessanay Sebastiano, identità e autonomia in Sardegna, Edes edizioni, Cagliari, 1991
- Grosser Hermann, Narrativa, Principato edizioni, Milano, 1985
- Marci Giuseppe, Romanzieri sardi contemporanei, Cuec editrice, Cagliari, 1991
- Porru Vincenzo Raimondo, Saggio di grammatica sul dialetto Sardo, editrice Dessi, Sassari, 1975
- Tanda Nicola, Letteratura e lingue in Sardegna, Edes edizioni, Cagliari, 1984
- Tanda Nicola, Dall'isola del mito al mito dell'isola, Bulzoni Editore, Roma, 1992
- Thiers Jacques, Des iles littéraires, les Editions Albiana, Ajaccio, 2000
- Pira Michelangelo, Se il poeta scrive in sardo, 1979
- Vassalli Sebastiano, La poesia non si è fermata a Eboli, L'Unita, 1980
- Loi Franco, Lobina, epica di Sardegna. il Sole 24 ore, 1992
- Mundula Angelo, Quei fili invisibili che legano i poeti, Osservatore Romano, 1992
- Serra Anna (a cura di) Passus, Tutte le poesie di B. Lobina, edizioni Ilisso Nuoro 2010